# Thao Suranari
Thao Suranari  (1771–1852) es el nombre formal de una heroína de Nakhon Ratchasima, Tailandia; la Sra. Mo [también conocida como Abuela Mo]. 

## Vida
Nació en 1771 en Nakhon Ratchasima. Su madre se llamaba Boonma y su padre Kim. Cuando tenía 25 años, se casó con un hombre que se llamaba Thongkham (o Phrayasuriyadej) que fue diputado de Nakhon Ratchasima después.
El 1826, cuando Phrayasuriyadej estaba fuera de la ciudad por sus negocios, el rey de Vientián, Anouvong, decidió declarar la guerra. Las fuerzas armadas entraron a la ciudad de Nakhon Ratchasima fácilmente, evacuaron a los ciudadanos y tomaron la ciudad.  
La Señora Mo fue la dirigente que salvó Nakhon Ratchasima de Anouvong. Emborrachó a los soldados de Vientián con vino para huir con los ciudadanos, más tarde las fuerzas se dispersaron y se retiraron a Vientián rápidamente. Después, Bangkok envió tropas lideradas por el General Sing Singhaseni(สิงห์ สิงหเสนี) que derrotó a Anuvong con una total destrucción de Vientián.

## Estatua

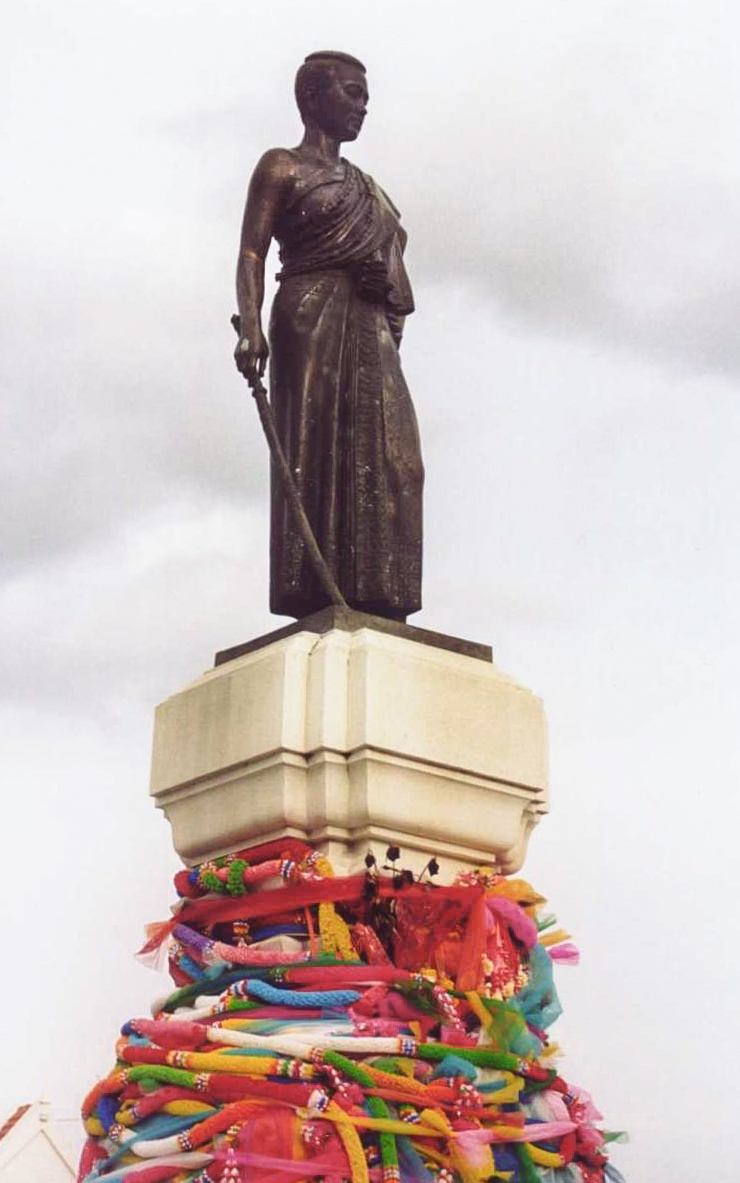
Estatura de Suranari en el centro de Korat.

La estatua de Thao Suranari está en el centro de Nakhon Ratchasima, fue diseñada por Phra Thewaphinimmit y esculpida por Corrado Feroci o también conocido como Sr. Silpa Bhirasri.
Detrás de la estatua, hay una puerta que se llama la puerta de Chumpol. Los ciudadanos de Nakhon Ratchasima creen que si la pasan tres veces por debajo, vivirán allí toda la vida o se casarán con alguien de Nakhon Ratchasima. Cuando los ciudadanos pasan su estatua, presentan su respeto a través de una reverencia.

## Festival
El festival de Thao Suranari se celebra delante del ayuntamiento desde el fin de marzo al comienzo de abril todos los años para celebrar la victoria y honrar a los antepasados.
- Datos: Q467637
- Multimedia: Thao Suranari Monument / Q467637